# Kitty-Hawk-Klasse
Die Kitty-Hawk-Klasse ist eine Klasse von Flugzeugträgern der United States Navy. Sie besteht aus vier Schiffen: Kitty Hawk, Constellation, America und John F. Kennedy. Die vierte Einheit war stark modifiziert worden und wird zum Teil als eigene Klasse angesehen.

## Geschichte

### Bau und Modifikationen
Nachdem die United States als erster Superträger kurz nach Baubeginn wieder abgebrochen wurde, folgten ab 1955 die Träger der Forrestal-Klasse, die ursprünglich aus acht Trägern bestehen sollte. Aufgrund von Unzulänglichkeiten im Design wurde der Entwurf überarbeitet und die letzten vier Träger schließlich als neue Kitty-Hawk-Klasse gebaut. Die Änderungen betrafen vor allem  die Größe und der Anordnung der Flugzeugaufzüge zwischen Hangar- und Flugdeck, welche jetzt den neuen angewinkelten Landedecks angepasst und in die bis heute üblichen Positionen verlegt wurden. Der optisch hervorstechendste Unterschied zu den früheren Trägern war die Verlegung des Deckshauses, der „Insel“, aus der Mitte des Schiffs auf das Achterschiff, wo sich bisher die hinteren beiden der drei Steuerbordaufzüge befanden. Bei der Forrestal-Klasse hatte sich herausgestellt, dass diese beiden Aufzüge bei Flugbetrieb nicht benutzbar waren, da Flugzeuge sie nur erreichen oder verlassen konnten, indem sie die Landebahn kreuzten. Daher wurden bei der Kitty-Hawk-Klasse die Positionen des zweiten Steuerbordaufzugs und der Insel getauscht, um auch bei Flugbetrieb steuerbordseitig zumindest zwei Aufzüge nutzen zu können. Aus demselben Grund verlegte man auch den einzigen Backbord-Aufzug von seiner üblichen Position in der Mitte des Schiffes zum Heck.
Die Einheiten der Kitty-Hawk-Klasse wurden zwischen 1956 und 1964 auf Kiel gelegt. Bauwerften waren New York Shipbuilding für die erste, New York Naval Shipyard für die zweite und Newport News Shipbuilding für die dritte und vierte Einheit. Die Kosten für den Bau betrugen zwischen 248 Mio. und 277 Mio. US-Dollar. Sowohl die America als auch besonders die Kennedy sind modifiziert worden, weshalb die Kennedy von der Navy als eigene Klasse geführt wird.
Kitty Hawk und Constellation durchliefen während ihrer Dienstzeit ein Service Life Extension Program, bei America war eine solche dienstzeitverlängernde Überholung geplant, wurde aber letztlich eingespart. Die Kosten für das SLEP lagen bei Kitty Hawk Ende der 1980er Jahre bei geplanten 717 Millionen US-Dollar.

### Dienstzeit und Verbleib
Ab 1961 kamen die Einheiten der Kitty-Hawk-Klasse zur Flotte. Zusammen mit der ebenfalls 1961 fertiggestellten Enterprise waren die Einheiten bis 1975 die modernsten Träger der USA, ab diesem Jahr wurden die nuklear getriebenen Einheiten der Nimitz-Klasse in Dienst gestellt.
Die Träger sind 1996 (America), 2003 (Constellation), 2007 (John F. Kennedy) und 2009 (Kitty Hawk) außer Dienst gestellt worden. Die Betriebskosten lagen bei rund 141 Millionen Dollar pro Jahr und Einheit (Stand 1996).
Die recht kurze Dienstzeit der America von nur rund 30 Jahren erklärt sich durch die weggefallene Modernisierung aufgrund der Truppenreduzierungen nach Ende des Kalten Krieges und dem deshalb sehr schlechten Zustand des Schiffes zum Zeitpunkt der Außerdienststellung. Constellation und John F. Kennedy blieben rund 40 Jahre in Dienst, das Typschiff Kitty Hawk gar 47. Die America wurde nach ihrer Außerdienststellung 2005 als Zielschiff versenkt, die Constellation wurde 2015 verkauft und auf den Abwrackwerften in Brownsville verschrottet. Ende 2021 wurde bekannt, dass die Kitty Hawk und die John F. Kennedy verschrottet werden sollen. Das Paar wurde an die International Shipbreaking Ltd. in Brownsville für einen symbolischen Betrag von 0,01 US-Dollar pro Stück verkauft. Alle Gewinne, die mit dem Verkauf der Wertstoffe (insbesondere Stahl) gemacht werden, darf die Abwrackwerft behalten.
Für die Kennedy gab es Pläne, sie als Museumsschiff nach Florida zu holen.

## Einheiten
| Name            | Auftragsvergabe   | Kiellegung         | Stapellauf      | Indienststellung  | RCOH | Außerdienststellung | Heimathafen | Verbleib/Bemerkungen                                                  |
| --------------- | ----------------- | ------------------ | --------------- | ----------------- | ---- | ------------------- | ----------- | --------------------------------------------------------------------- |
| Kitty Hawk      | 1. Oktober 1955   | 27. Dezember 1956  | 21. Mai 1960    | 29. April 1961    |      | 31. Januar 2009     |             | am 31. Mai 2022 in Brownsville (Texas) zur Verschrottung eingetroffen |
| Constellation   | 1. Juli 1956      | 14. September 1957 | 8. Oktober 1960 | 27. Oktober 1961  |      | 7. August 2003      |             | 2015–17 verschrottet in Brownsville, Texas                            |
| America         | 25. November 1960 | 9. Januar 1961     | 1. Februar 1964 | 23. Januar 1965   |      | 9. August 1996      |             | Am 14. Mai 2005 als Übungsziel versenkt                               |
| John F. Kennedy | 30. April 1964    | 22. Oktober 1964   | 27. Mai 1967    | 7. September 1968 |      | 1. August 2007      |             | soll nach Brownsville (Texas) zur Verschrottung geschleppt werden     |

## Technik

### Rumpf

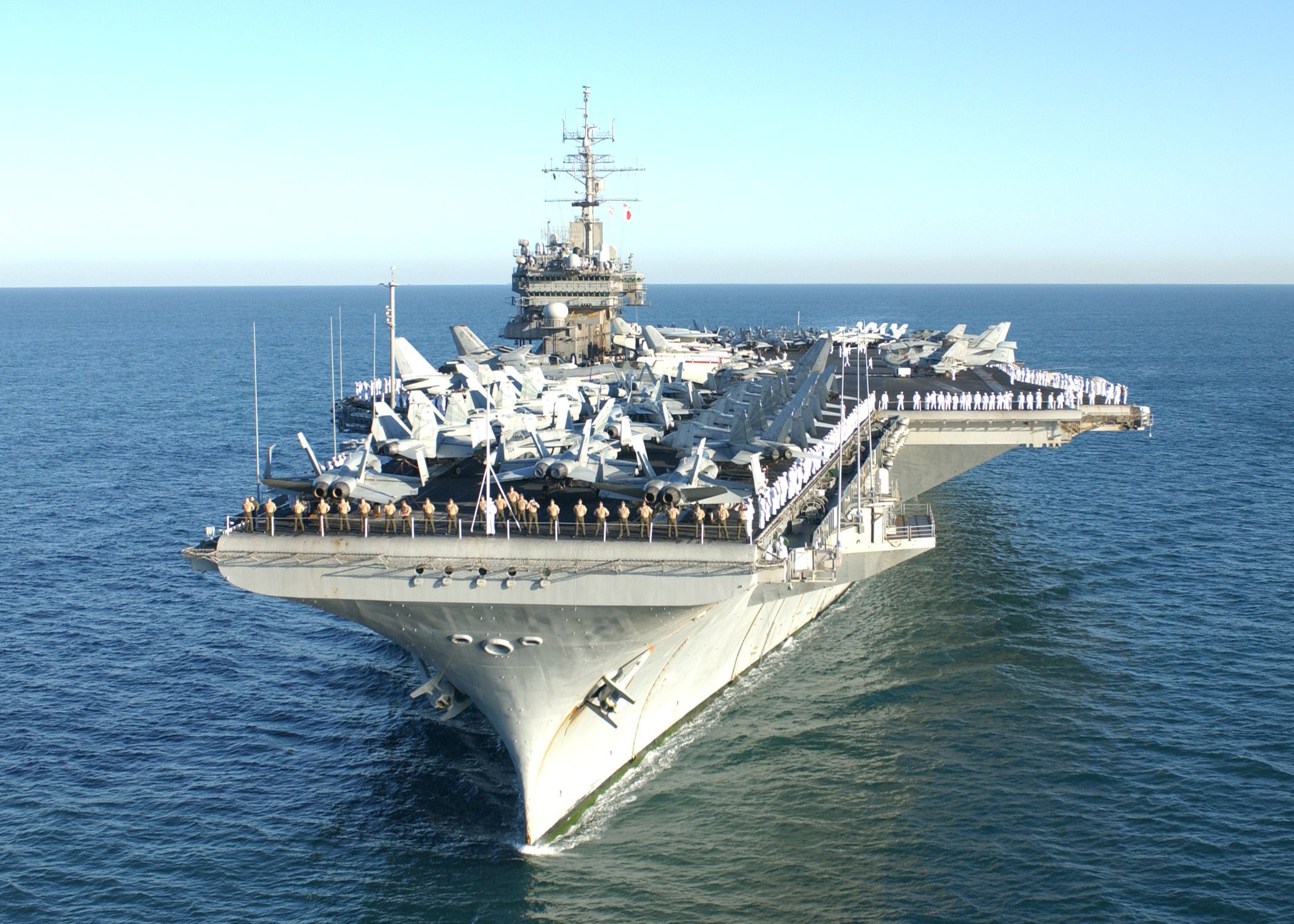
Blick auf das abgewinkelte Flugdeck der Constellation

Die Schiffe sind rund 320 Meter (Flugdeck) beziehungsweise 300 Meter (Wasserlinie) lang und 76 respektive 40 Meter breit. Sie verdrängen über 80.000 ts. Der Tiefgang beträgt knapp 10,9 Meter.
Hervorstechendstes Merkmal ist, wie bei allen heutigen Flugzeugträgern, die sogenannte Insel. Dieses einzige, sich an Steuerbord befindliche Deckshaus beherbergt alle zur Steuerung des Schiffes sowie Leitung der Flugzeuge und der Kampfgruppe nötigen Räumlichkeiten. Auf ihrem Dach sind außerdem die Radar- und Funkantennen installiert.
Das Flugdeck ist in Winkelbauweise, also mit einer aus der geraden Achse um 11 Grand nach links heraus abgewinkelten Landebahn, ausgelegt. Unter dem Flugdeck befindet sich der Hangar für maximal 90 Flugzeuge. Diese werden über vier an den Deckskanten befindliche Aufzüge auf Deck gebracht. An Steuerbord befinden sich drei (zwei vor, einer hinter der Insel), an Backbord der vierte Aufzug. Auf dem Deck befinden sich vier Dampfkatapulte, die zum Starten der Flugzeuge genutzt werden.

### Antrieb
Die Schiffe der Kitty-Hawk-Klasse werden konventionell mit Dampftechnik angetrieben. Dabei wird Wasser in acht Kesseln erhitzt und treibt über vier Getriebeturbinen die vier Wellen der Schiffe an. Damit lassen sich Geschwindigkeiten von ca. 35 Knoten erreichen. Die Reichweite, ohne zu bunkern, liegt bei ca. 9.100 sm bei einer Geschwindigkeit von 20 Knoten.
Ursprünglich war für die Kennedy ein Atomantrieb geplant, der Kongress verweigerte dann jedoch die dafür benötigten zusätzlichen Mittel.

### Bewaffnung
Die Träger besaßen beziehungsweise besitzen eine gewisse eigene Bewaffnung, diese ist allerdings eher defensiv ausgerichtet. Während die RIM-7 Sea Sparrow neben dem Abschuss von anfliegenden Raketen auch zum Angriff auf Flugzeuge genutzt werden kann, dienen die drei Close-in-Weapon-Systems von Typ Phalanx nur der Nahbereichsabwehr von Raketen.
Zu Beginn wurden die Kitty Hawks mit Flugabwehrraketen von Typ RIM-2 Terrier ausgerüstet. Durch die baldige Außerdienststellung dieses Typs wurde diese Waffe jedoch recht schnell wieder von den Trägern entfernt. Auf der Constellation erfolgte die Umstellung auf Standard Missile 1, jedoch wurde auch diese kurz darauf entfernt.

### Airwing
Die Schiffe der Kitty-Hawk-Klasse können bis zu 90 Dreh- und Starrflügler transportieren und einsetzen. Das sind hauptsächlich Kampfflugzeuge, bis 2006 eine Mischung aus den Typen Grumman F-14 Tomcat und McDonnell Douglas F/A-18 Hornet; inzwischen wurde die F-14 jedoch außer Dienst gestellt. Zusätzlich starten vom Deck Radarflugzeuge vom Typ Grumman E-2 Hawkeye, U-Jagd-Flugzeuge Lockheed S-3 Viking und EloKa-Flugzeuge des Typs Grumman EA-6B Prowler. Für Rettungseinsätze sowie U-Jagd und Transport befinden sich zusätzlich einige Helikopter der Typen Sikorsky SH-60B und F Seahawk an Bord.

## Einsatzprofil

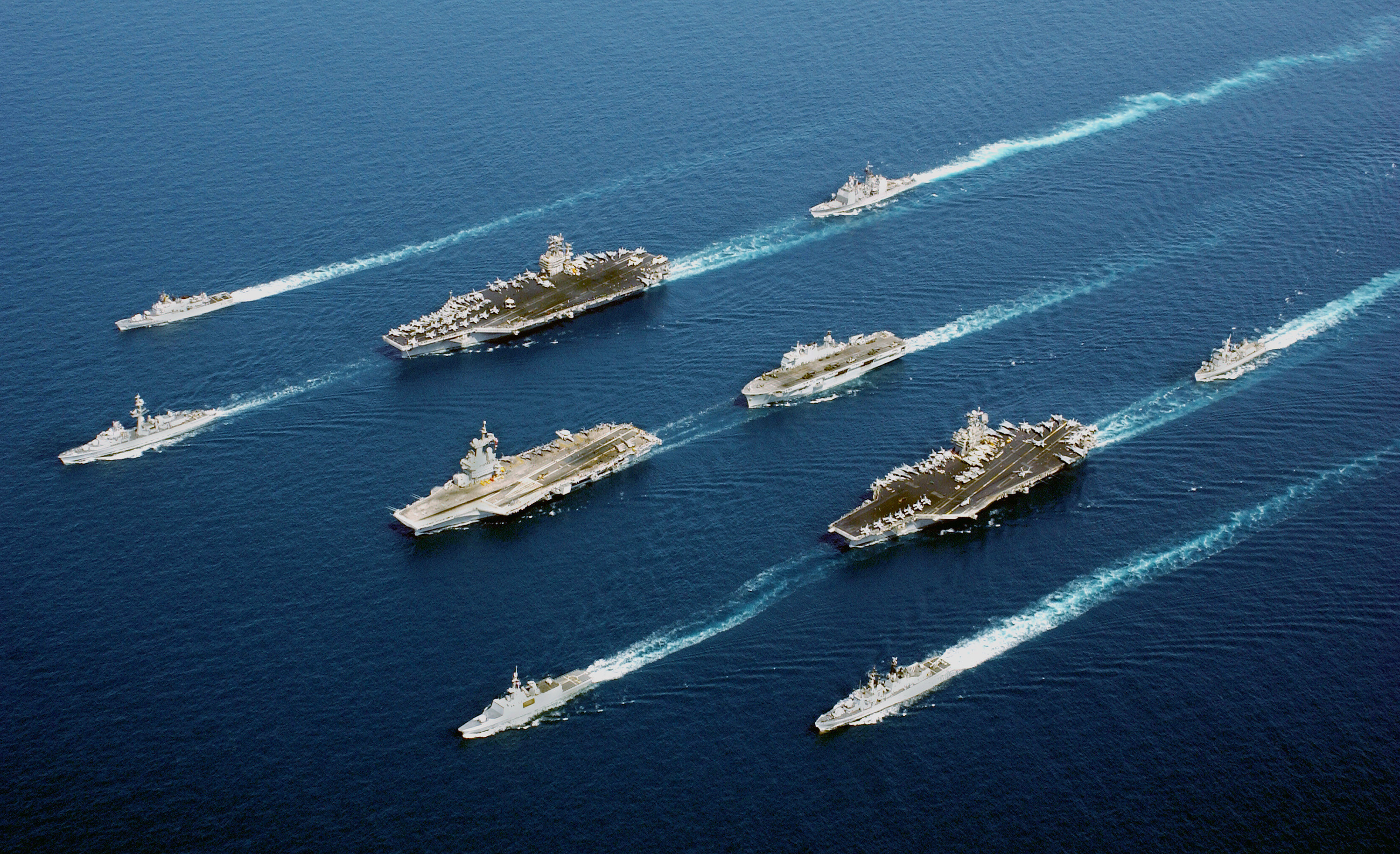
Die Kennedy (ganz rechts) in einer Paradeformation

Da die Flugzeugträger nur defensiv bewaffnet sind, fahren sie permanent in sogenannten Carrier battle groups. Dabei werden sie durch Kreuzer, Zerstörer, Fregatten und U-Boote sowohl vor Luftangriffen als auch von Über- und Unterwasserangriffen geschützt.
Ein Träger der Kitty-Hawk-Klasse wurde jeweils in Yokosuka (Japan) stationiert, um dort – zumindest bis zur Außerdienststellung der Kitty Hawk im Jahr 2008 – die Verwendung eines nukleargetriebenen Nimitz-Trägers zu vermeiden. Einheiten der Klasse haben sowohl am Vietnamkrieg als auch an den Konflikten in Libyen (Operation Attain Document und Operation El Dorado Canyon 1986) und später am Zweiten Golfkrieg teilgenommen. Die Kennedy fuhr während der Operation Enduring Freedom in einer Kampfgruppe mit Schiffen aus fünf Marinen.